# NGC 600
NGC 600 je galaksija u zviježđu Kit.

## Vanjske poveznice
- SEDS: NGC 0600